# Hypsiboas fuentei
Hypsiboas fuentei és una espècie de granota de la família dels hílids. És endèmica de Surinam.
El seu hàbitat natural inclou boscos tropicals o subtropicals secs i a baixa altitud, sabanes seques i rius. La zona no està dins d'una àrea protegida. Es necessita més investigació sobre els límits del rang d'aquesta espècie, els seus requeriments ecològics i el seu estat de la població.